# Универзитет у Тузли
Универзитет у Тузли је државни универзитет у Тузли. Основан је 1958. године, а од 1976. има статус универзитета. Данас је једна од највећих институција високог образовања у Босни и Херцеговини.
У академској 2014/15. години укупан број уписаних студената на свим факултетима и академијама износио је 10.683. Укупан број уписаних студената бележи стални пад од академске 2010/11. године, када је уписано 14.212 студената.

## Организација
Универзитет у Тузли организује и изводи наставно-научни процес на 12 факултета и једној академији:
- Академија драмских умјетности
- Едукацијско-рехабилитацијски факултет
- Економски факултет
- Факултет електротехнике
- Факултет за тјелесни одгој и спорт
- Фармацеутски факултет
- Филозофски факултет
- Машински факултет
- Медицински факултет
- Правни факултет
- Природно-математички
- Рударско-геолошко-грађевински
- Технолошки факултет